# Numídia Cirtense
Numídia Cirtense fou una província romana creada per la divisió de la província de Numídia a principis del segle iv. Limitava al nord amb la costa mediterrània, a l'est amb la província proconsular o Zeugitana; al sud amb la Numídia Miliciana; i a l'oest amb la Mauritània Sitifiense.
La capital era Cirta, de la qual prenia el nom.